# Liste des évêques de Carpi
Cette liste recense les évêques qui se sont succédé sur le siège du diocèse de Carpi. 

## Évêques
- Francesco Benincasa, S.J (1779-1793)
- Carlo Belloni (1794-1800)
  - Siège vacant (1800-1807)
- Giacomo Boschi (1807-1815)
  - Siège vacant (1815-1822)
- Filippo Cattani (1822-1826) nommé évêque de Reggio d'Émilie.
- Adeodato Caleffi, O.S.B (1826-1830) nommé évêque de Modène
- Clemente Maria Basetti (1831-1839)
- Pietro Raffaelli (1839-1849) nommé évêque de Reggio d'Émilie.
- Gaetano Maria Cattani (1850-1863)
  - Siège vacant (1863-1871)
- Gherardo Araldi (1871-1891)
- Andrea Righetti (1891-1924)
- Giovanni Pranzini (1924-1935)
- Carlo De Ferrari, C.S.S (1935-1941) nommé archevêque de Trente
- Vigilio Federico Dalla Zuanna, O.F.M.Cap (1941-1952), puis archevêque titulaire de Mocissus (de)
- Artemio Prati (1952-1983)
- Alessandro Maggiolini (1983-1989) nommé évêque de Côme
- Bassano Staffieri (1989-1999) nommé évếque de la Spezia-Sarzana-Brugnato
- Elio Tinti (2000-2011)
- Francesco Cavina (2011-2019)
- Erio Castellucci (2020- )

## Sources
- (en) Catholic-Hierarchy

- (it) Cet article est partiellement ou en totalité issu de l’article de Wikipédia en italien intitulé « Diocesi di Carpi » (voir la liste des auteurs).